# Badia del Vallès
Pour les articles homonymes, voir Badia (homonymie).
Badia del Vallès est une commune espagnole de Catalogne, située dans la province de Barcelone et la comarque du Vallès Occidental.

## Géographie

### Situation
La commune est située au cœur d'une dépression, dans l'aire métropolitaine de Barcelone. Elle est arrosée par le riu Sec, sous-affluent du Besòs, qui forme la limite sud de son territoire avec Cerdanyola.

### Communes limitrophes
| Sabadell |                       | Barberà del Vallès |
|          | Badia del Vallès      |                    |
|          | Cerdanyola del Vallès |                    |

### Urbanisme
Le plan de la ville reprend schématiquement la carte de la péninsule ibérique et des Baléares. Les voies portent des noms géographiques comme l'avenue de la Méditerranée ou les rues de la Manche ou de Majorque, qui sont situées approximativement sur le plan de la ville à l'emplacement de ces lieux dans la réalité.

## Histoire
La localité trouve son origine dans les années 1960, quand le gouvernement espagnol lance un projet de création d'une ville nouvelle sur le territoire des communes de Barberà del Vallès et Cerdanyola del Vallès. Appelée Ciudad Badia, elle est inaugurée en 1975 par le prince Juan Carlos. L'extension se poursuit au cours des années qui suivent et la commune de Badia est officiellement créée le 14 avril 1994.

## Politique et administration
La commune est dirigée par un maire et un conseil élus pour quatre ans. Depuis la création de la ville, la mairie a toujours été dirigée par le Parti socialiste (PSC).

### Maires
| Période | Période  | Identité                 | Étiquette | Qualité |
| ------- | -------- | ------------------------ | --------- | ------- |
| 1995    | 1999     | Antoine Cruz             | PSC       |         |
| 1999    | 2009     | José Luís Jimeno Sáez    | PSC       |         |
| 2009    | en cours | Eva Maria Menor Cantador | PSC       |         |

## Culture locale et patrimoine

### Personnalités liées à la commune
- Carles Busquets (né en 1967), footballeur.